# Armadillidium insulanum
Armadillidium insulanum är en kräftdjursart som beskrevs av Karl Wilhelm Verhoeff 1907. Armadillidium insulanum ingår i släktet Armadillidium och familjen klotgråsuggor.

## Underarter
Arten delas in i följande underarter:
- A. i. icariense
- A. i. kigatense
- A. i. chium